# Dayna Ash
Dayna Ash (em árabe: داينا آش, Líbano, ?) é uma ativista cultural e social libanesa, feminista, dramaturga, poetisa performática e fundadora e diretora executiva da organização artística sem fins lucrativos "Haven for Artists", com sede em Beirute, no Líbano. Ela foi nomeada uma das 100 mulheres da BBC em 2019, e recebeu o prêmio Mulher de Distinção de 2020, do Comitê de ONGs sobre o Status da Mulher, ONG de Nova York/CSW/NY.
Dayna Ash nasceu no Líbano, mas foi criada nos Estados Unidos. Ela morou na Califórnia por dezesseis anos antes de se mudar para Beirute.

## Poesia
Dayna Ash começou sua carreira nas artes como poetisa de recitais. Em resposta a um dos recitais de poesia de Dayna, Carolin Dylla a descreveu como "uma encarnação muito real, despretensiosa e tatuada das capacidades mais genuínas da arte: criar beleza a partir da raiva e do desespero e explorar maneiras de criar significado onde a explicação racional falha". Seu poema "Lullaby" foi publicado online em Riwayya: A Space of Collision, em 2015.

## Refúgio para Artistas
Dayna Ash fundou a Haven For Artists em 2010, da qual ela é, atualmente, diretora executiva. Haven For Artists é uma organização sem fins lucrativos localizada no bairro Mar Mikhaël, em Beirute, que oferece espaço para artistas underground. Recebeu status oficial de organização não governamental em 2017.
O objetivo original da Haven era organizar eventos que reunissem artistas para apresentações compartilhadas, para reduzir a competição por exposição. Em 2016, a Haven adquiriu uma casa no bairro Mar Mikhaël para proporcionar um espaço mais permanente para apresentações e para criar um espaço de vida e de trabalho para artistas.
A partir de 2016, a Haven for Artists produziu exposições anuais com artistas internacionais, regionais e locais; realizou workshops regulares sobre vários meios artísticos, renovou duas casas históricas em Beirute que funcionaram como espaço seguro e abrigo. A HFA ampliou sua rede, habilidades e ferramentas para trabalhar em inúmeras campanhas pelos direitos humanos, ao mesmo tempo que fornece uma plataforma e rede para criativos talentosos. O trabalho da Havens mescla arte e ativismo por meio de workshops, discussões públicas e eventos.
Em 2017, a Haven foi o lar temporário da livraria de língua inglesa Aaliyah's Books. A partir de 2018, a Haven ofereceu quatro residências artísticas de três meses. O piso térreo do edifício acolhe o Concept 2092, que inclui um café, espaço de coworking, exposições de arte e uma loja conceito que vende trabalhos dos residentes. Atuando como um espaço gratuito seguro e com tudo incluído.
Em 2019, Dayna Ash e Haven foram apresentados na série de vídeos Shway Shway (que significa "Pouco a Pouco") da cineasta libanesa Tania Safi, que destaca ativistas locais.

## Outro ativismo
Dayna Ash atualmente organiza painéis, palestras e workshops voltados para a arte para a mudança social.
Em 2014, Dayna trabalhou como oficial sênior de campo para a ONG ACTED, apoiando refugiados sírios.
Em outubro de 2019, participou de protestos antigovernamentais em Beirute. O jornal The National identificou-a como uma das líderes das "mulheres da linha da frente" nos protestos que reuniram mulheres de diversas origens culturais para defender as suas preocupações como mulheres.

## Reconhecimento
- 2019 - 100 mulheres da BBC[12]
- 2020 - Mulher de Distinção, do Comitê de ONGs sobre o Status da Mulher, ONG de Nova York/CSW/NY[3]